# Obereopsis pseudocapensis
Obereopsis pseudocapensis är en skalbaggsart som beskrevs av Stefan von Breuning 1955. Obereopsis pseudocapensis ingår i släktet Obereopsis och familjen långhorningar. Inga underarter finns listade i Catalogue of Life.